# Bandeira da Ligúria
A Bandeira da  Ligúria é um dos símbolos oficiais da Ligúria, região localizada no noroeste da Itália. 
A bandeira foi oficialmente adotada em 7 de julho de 1997.

## Simbolismo
A bandeira contém 3 cores, verde, vermelho e azul: 
- O verde representa os alpes ligures e os apeninos ligurianos.
- O vermelho representa o sangue derramado pela unificação da Itália.
- O azul representa o mar da Ligúria

No meio da bandeira, está o brasão de armas da Ligúria, onde se tem uma caravela, representando a tradição marítima da região e seus grandes navegadores, com uma faixa vermelha, sendo a bandeira da cidade de Gênova, junto com 4 estrelas cinzas, que representam as 4 regiões da Ligúria: La Spezia, Gênova, Impéria e Savona.

## Adoção
A bandeira da Região da Ligúria consiste em uma cortina retangular com o brasão da Região da Ligúria no centro, conforme identificado pela lei regional de 15 de janeiro de 1985 n. 3 (adoção do brasão e estandarte da Região, nos termos do artigo 1.º do Estatuto), colocado sobre fundo com faixas verticais de igual largura coloridas, da esquerda para a direita, verde, vermelho e azul marinho; o brasão tem dimensões iguais a três quintos da altura da própria bandeira. (Lei Regional de 7 de julho de 1997 Art.1)